# جی جی والایا
جی جی والایا (زادهٔ ۸ اکتبر ۱۹۶۷) یک طراح مد و مد هندی اهل دهلی نو است. او خانه والایا را که یک خانه لوکس مد و سبک زندگی است در سال ۱۹۹۲ به همراه برادرش تی جی سینگ تأسیس کرد. یکی از اعضای مؤسس شورای طراحی مد هند (FDCI) و اولین سفیر برند جهانی غول کریستال سواروسکی است.
والایا در ۸ اکتبر ۱۹۶۷ در ایالت راجستان در هند به دنیا آمد، جاگشارانجیت سینگ آهلووالیا، به دلیل پست‌های مختلف پدرش در ارتش هند، بیشتر دوران کودکی خود را در سفر به نقاط مختلف کشور گذراند.